# Libnotes infumosa
Libnotes infumosa là một loài ruồi trong họ Limoniidae. Chúng phân bố ở miền Cổ bắc.